# メーンカー・ガーンディー
マネカ・サンジャイ・ガンディー（英語: Maneka Sanjay Gandhi、ヒンディー語: मेनका संजय गांधी、1956年8月26日 - ）は、インドの政治家、動物の権利運動家、環境保護主義者、元モデルで、政治家の故サンジャイ・ガーンディーの配偶者。英語では「マネカ（Maneka）」と表記されるが、ヒンディー語では「メーナカー」と発音される。